# 細馬宏通
細馬宏通（ほそま ひろみち、1960年-　）は、日本の人間行動学者、早稲田大学文学学術院教授。

## 略歴
兵庫県西宮市生まれ。京都大学理学部卒業。
- 1992年 京都大学大学院理学研究科博士課程修了  「人間の会話コミュニケーションを支える時間構造の研究」で博士(動物学) を取得。
- 滋賀県立大学人間文化学部教員を経て2019年から早稲田大学文学学術院教授（表象・メディア論コース）

専門はジェスチャー分析、会話分析。19世紀以降の視聴覚文化の研究も行う。

## 著書

### 単著
- 『浅草十二階 塔の眺めと<近代>のまなざし』青土社 2001
- 『絵はがきの時代』青土社 2006
  - 『絵はがきの時代 増補新版』青土社 2020
- 『絵はがきのなかの彦根』サンライズ出版 淡海文庫 2007
- 『今日の「あまちゃん」から』河出書房新社 2013
- 『ミッキーはなぜ口笛を吹くのか アニメーションの表現史』新潮選書 2013
- 『うたのしくみ』ぴあ 2014
  - 『うたのしくみ 増補完全版』ぴあ 2021
- 『介護するからだ』 (シリーズケアをひらく) 医学書院 2016
- 『二つの「この世界の片隅に」 マンガ、アニメーションの声と動作』青土社 2017
- 『いだてん噺』河出書房新社 2020

### 共編著
- 『ステレオ 感覚のメディア史』吉村信共編著 ペヨトル工房 ウル叢書 1994
- 『ELAN入門 言語学・行動学からメディア研究まで』菊地浩平共編著 ひつじ書房 2019

### 翻訳
- バイロン・リーブス,クリフォード・ナス『人はなぜコンピューターを人間として扱うか 「メディアの等式」の心理学』翔泳社 2001
- クリフォード・ナス, コリーナ・イェン『お世辞を言う機械はお好き? コンピューターから学ぶ対人関係の心理学』監訳, 成田啓行訳 福村出版 2017

## 参考
- ISBN 978-4-309-02237-6
- J-GLOBAL